# Ampithoe plumulosa
Ampithoe plumulosa is een vlokreeftensoort uit de familie van de Ampithoidae. De wetenschappelijke naam van de soort is voor het eerst geldig gepubliceerd in 1938 door Clarence Raymond Shoemaker.